# هازجة حمراء الوجه
هازجة حمراء الوجه (الإسم العلمي:Cardellina rubrifrons)، هو نوع من الطيور يتبع فصيلة هوازج العالم الجديد، يستوطن الغابات الجبلية في شمال المكسيك ودول البحر الكاريبي.